# Gautier de Bourg (comte d'Ulster)
Pour les autres membres de la famille, voir famille de Bourg.
Gautier de Bourg, aussi appelé Walter de Burgh en anglais (né vers 1230 et mort à 28 juillet 1271 à Galway), fut seigneur de Connaught de 1248 à 1271 ainsi que comte d'Ulster de 1264 à 1271.

## Biographie
Gautier était le second fils de Richard de Bourg, créé seigneur de Connaught vers 1230.
Ce dernier semble avoir partagé ses domaines du Connacht entre son fils aîné, Richard II, et ses autres fils, à savoir Gautier et Guillaume le Jeune. Après la mort de son frère aîné Richard sans descendance en Angleterre vers 1248, ses domaines propres sont saisis sur l’ordre du roi par John FitzGeoffrey, justicier d’Irlande depuis 1246 et beau-père de Gautier. Le titre de seigneur de Connaught est cependant attribué à Gautier.
En 1264, Gautier échange avec la Couronne anglaise des domaines au Munster contre des terres en Ulster. Il est ainsi créé comte d'Ulster (seconde création), titre qui était éteint depuis la mort du comte Hugues de Lacy († 1242), et sur lequel il estimait avoir des droits du chef de sa mère Egidia de Lacy, nièce de ce dernier.
En 1270, Aedh mac Felim Ua Conchobair, fils de Felim mac Cathal Crobderg Ua Conchobair, l’ex roi de Connacht spolié en 1235, lui inflige ainsi qu’à son allié, Robert d’Ufford, justicier d’Irlande (en 1268, 1276, 1278 et 1280 ; mort en 1298) une lourde défaite lors de la première bataille d’Athenry[réf. nécessaire]. Son frère Guillaume le Jeune ancêtre de la branche cadette de la famille de Bourg, capturé par les Gaëls, est exécuté après le combat en représailles de la mort de Toirdelbach O Briain, tué en combat singulier par Gautier.
Aedh Ua Conchobair et ses descendants les O'Connor continueront à régner en toute indépendance dans l’actuel comté de Roscommon comme roi des Gaëls de Connacht.
Gautier est le fondateur du prieuré d’Athassel (Comté de Tipperary). Il meurt à Galway le 28 juillet 1271.

## Union et descendance
Gautier de Bourg avait épousé Aveline, une fille de sir John FitzGeoffrey de Marisco, lord justicier d’Irlande, et de son épouse, Isabelle Bigod dont :
- Richard le Jeune, aussi dit le Comte Rouge, qui lui succède en tant que comte d'Ulster ;
- Thibaud, mort en 1303[4] ;
- Guillaume ;
- Thomas ;
- Egidia, épouse de James Stuart, grand sénéchal d'Écosse (1243-1309).

## Sources
- (en) Cet article est partiellement ou en totalité issu de l’article de Wikipédia en anglais intitulé « Walter de Burgh, 1st Earl of Ulster » (voir la liste des auteurs), édition du 29 décembre 2008.